# Venezillo articulatus
Venezillo articulatus là một loài chân đều trong họ Armadillidae. Loài này được Mulaik miêu tả khoa học năm 1960.